# Santo Tomé de Colledo
Santo Tomé de Colledo es un despoblado perteneciente al municipio de Galindo y Perahuy, en la provincia de Salamanca. Está situado a las orillas del río Valmuza, afluente del río Tormes. Según el padrón sus últimos habitantes datan de 2007. Este despoblado llegó a contar con cuatro vecinos y 19 habitantes, población suficiente para constituirse en parroquia, a principios del siglo XIX.

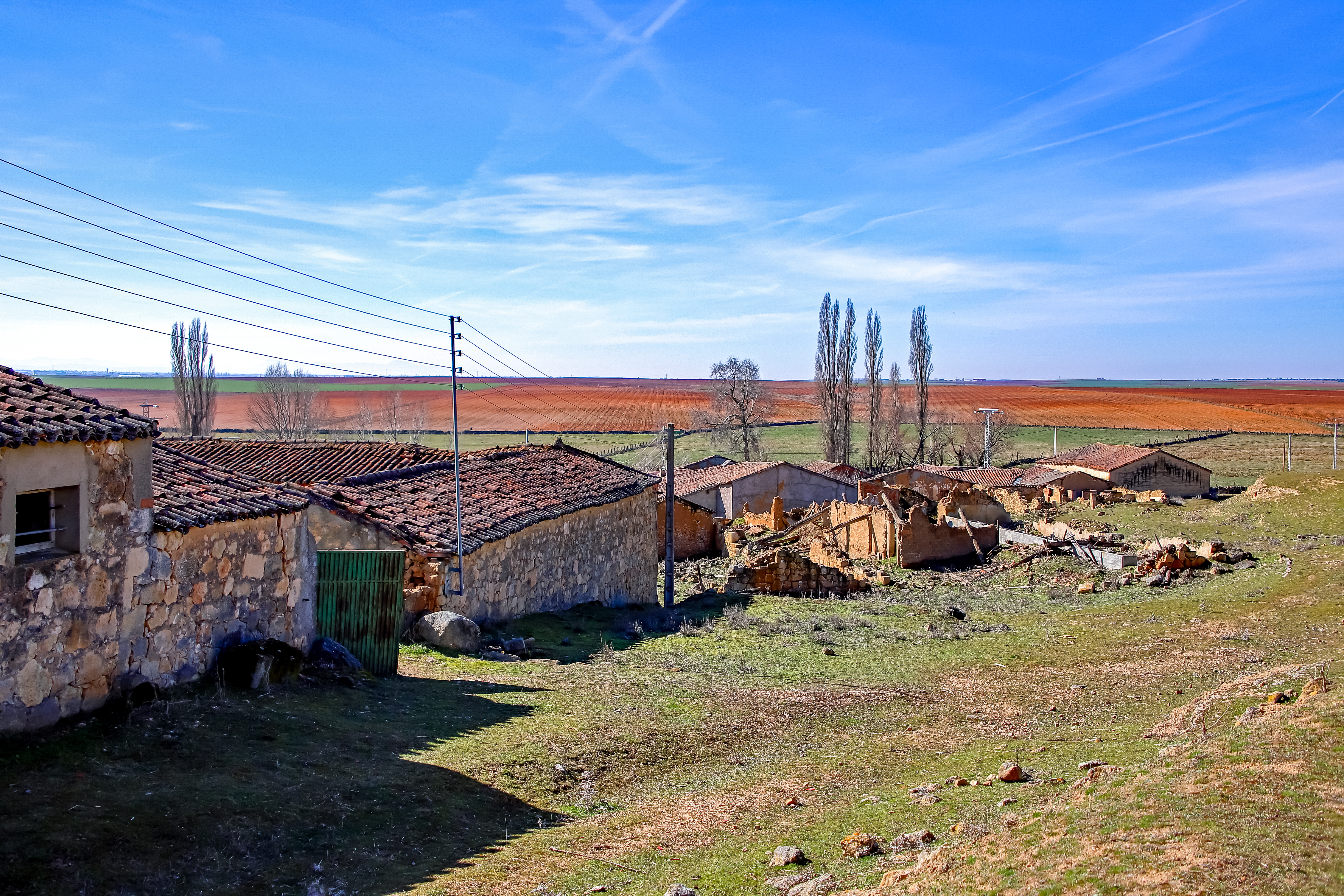
Casas abandonadas

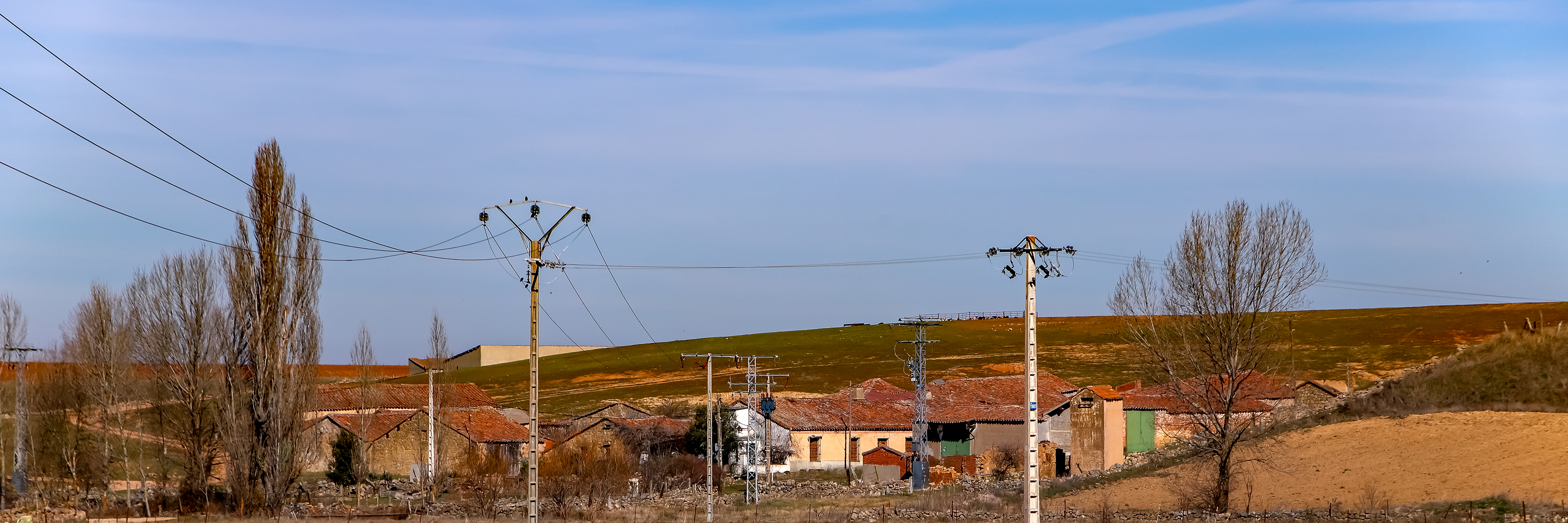
Panorámica